# Лёшер, Петер

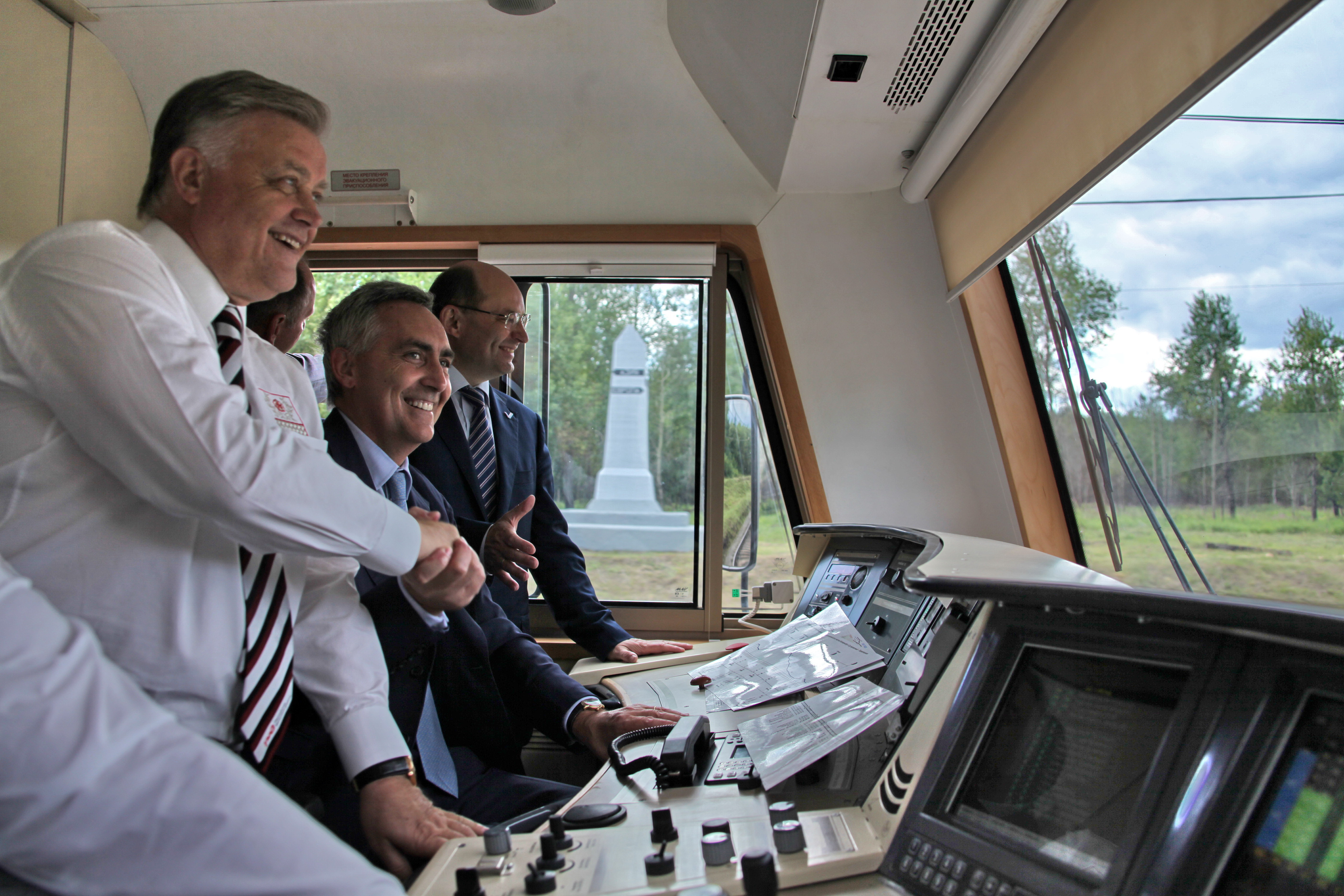
Владимир Якунин, Петер Лёшер и Александр Мишарин проезжают во время опытного рейса электровоза 2ЭС10 с поездом в сто вагонов рекордного веса 9 тысяч тонн границу Европы и Азии (знак на заднем плане)

Петер Лёшер (нем. Peter Löscher; 17 сентября 1957 года, Филлах, Австрия) — австрийский менеджер, бывший президент подразделения Global Human Health в фармацевтической компании Merck & Co. Он был приглашён на должность исполнительного директора немецкого концерна Siemens AG 20 мая 2007 года, взамен Клауса Кляйнфельда, и приступил к исполнению обязанностей с 1 июля 2007 года. За 160-летнюю историю компании Siemens он стал первым человеком, занявшим эту должность, не работавшим до этого в компании Siemens AG и первым не немцем.

## Образование
После окончания гимназии в своём родном городе в 1978 году Петер Лёшер продолжил обучение в Венском университете экономики и делового администрирования (Wirtschaftsuniversität Wien). 

## Профессиональная деятельность
С 2010 года — член Совета Фонда «Сколково».

## Награды
- Командорский Крест I степени — золотой Почётный знак За заслуги перед Австрийской Республикой (2011 год, Австрия)[3]
- Великий офицер ордена Гражданских заслуг (2015 год, Испания)[4].
- Орден Дружбы (22 ноября 2011 года, Россия) — за вклад в реализацию проектов по организации высокоскоростного пассажирского движения в Российской Федерации[5].